# Пітер Гріневей
Пі́тер Грі́невей (англ. Peter Greenaway, нар. 5 квітня 1942) — британський кінорежисер, письменник, сценарист і художник.

## Життєпис
Починав як художник, вперше виставляючись в Lord's Gallery у 1964 році. З 1965 протягом одинадцяти років працював монтажером у документальному кіно. У своїх документальних картинах він використовував юнацькі малюнки «мапи фантастичного міста». З 1966 знімає власні фільми, не залишаючи живопису. Створені ним фільми у період 1965—1978 років здобули чимало нагород.
Фільми Гріневея відрізняється візуальною пишністю, своєрідною нереальністю й театральністю образу. За численними експериментами у поєднанні стилів і стильових алюзій Гріневей є одним з найяскравіших представників постмодерну. Режисер також використовує й найновітніші аудіовізуальні технології.
До найвідоміших фільмів П. Гріневея відносять «8,5 жінок», «The Pillow Book», «Контракт кресляра», «Живіт архітектора», «Кухар, злодій, його дружина та її коханець», «Книги Просперо» та «Зет і два зеро».
Через сміливі чи відверті сцени багато його фільмів отримали рейтинг X, що практично означає заборону публічної демонстрації.

## Фільмографія
- 1987: Живіт архітектора / (The Belly Of An Architect)
- 1989: Кухар, злодій, його дружина та її коханець / (The Cook, The Thief, His Wife & Her Lover)
- 2007: Таємниці «Нічної варти» / (Nightwatching)
- 2008: «Рембрандт. Я звинувачую!»[nl] / (Rembrandt's J'Accuse)